# Stenocharta quadriplaga
Stenocharta quadriplaga är en fjärilsart som beskrevs av Walker 1865. Stenocharta quadriplaga ingår i släktet Stenocharta och familjen mätare. Inga underarter finns listade i Catalogue of Life.